# Světová výstava 1851

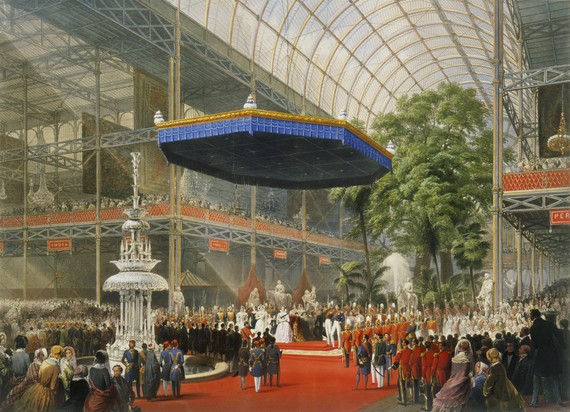
Královna Viktorie otevírá výstavu v Hyde Parku, Londýn 1851.

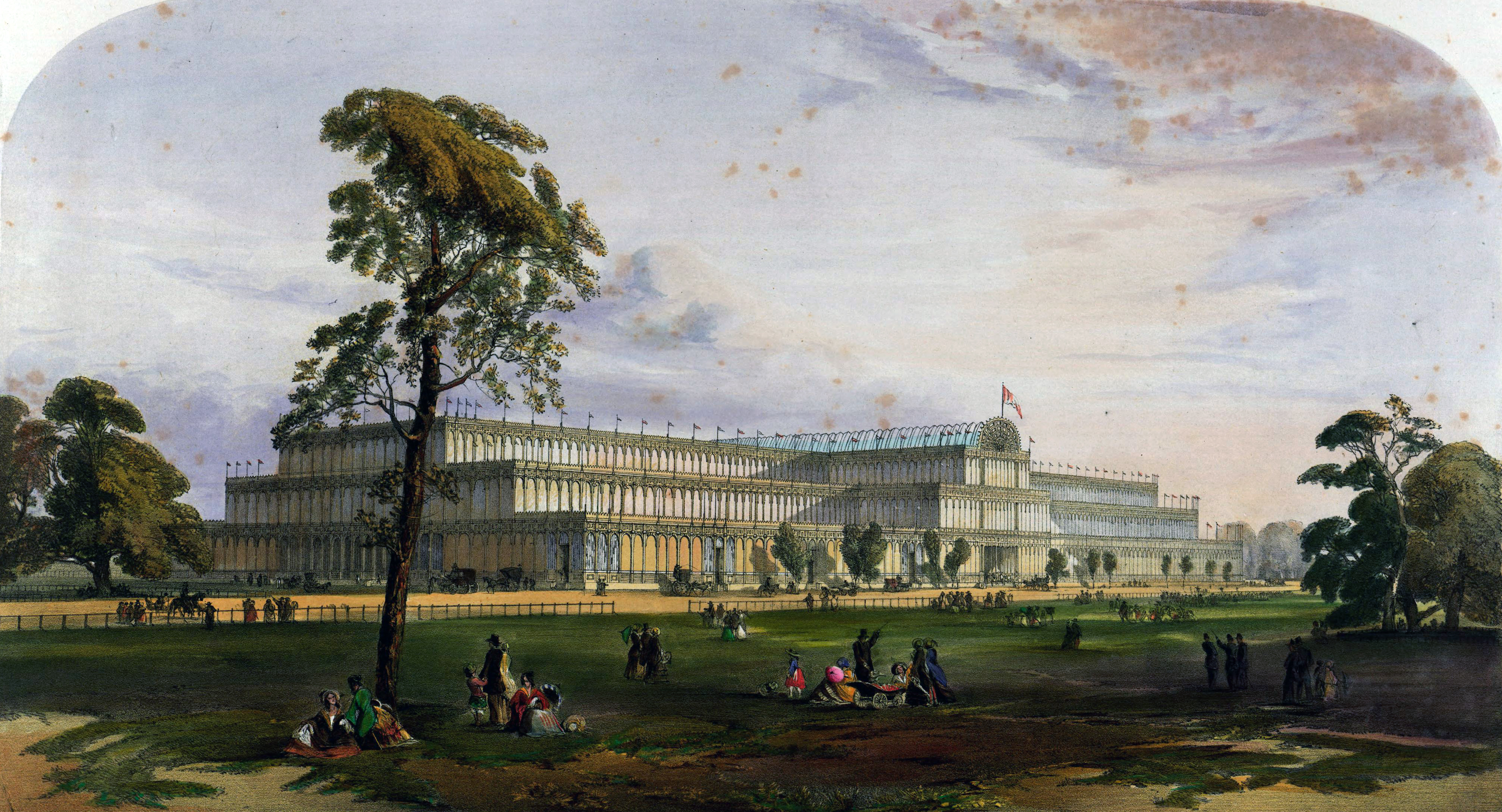
The Great Exhibition 1851.

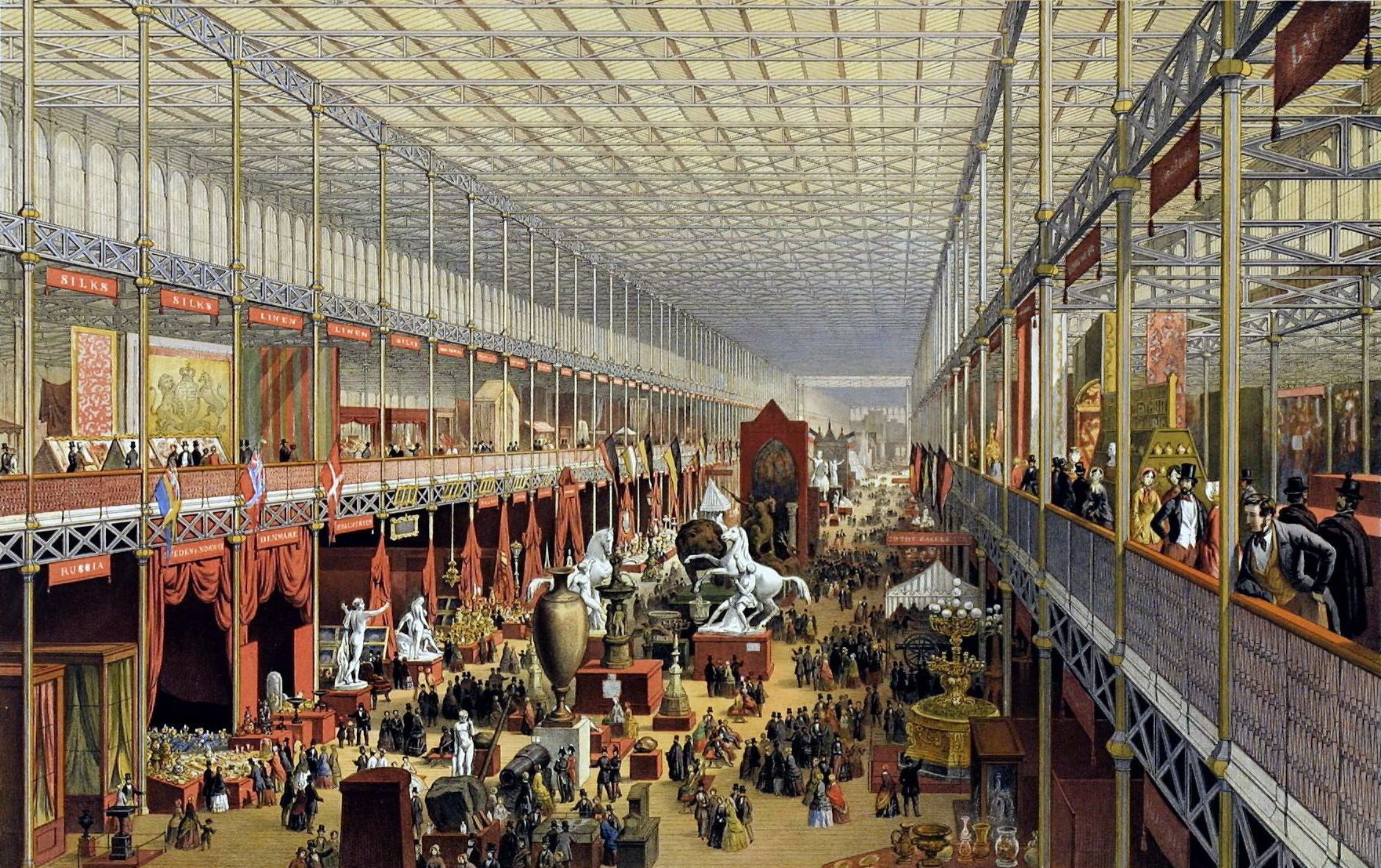
Obrovský Crystal Palace

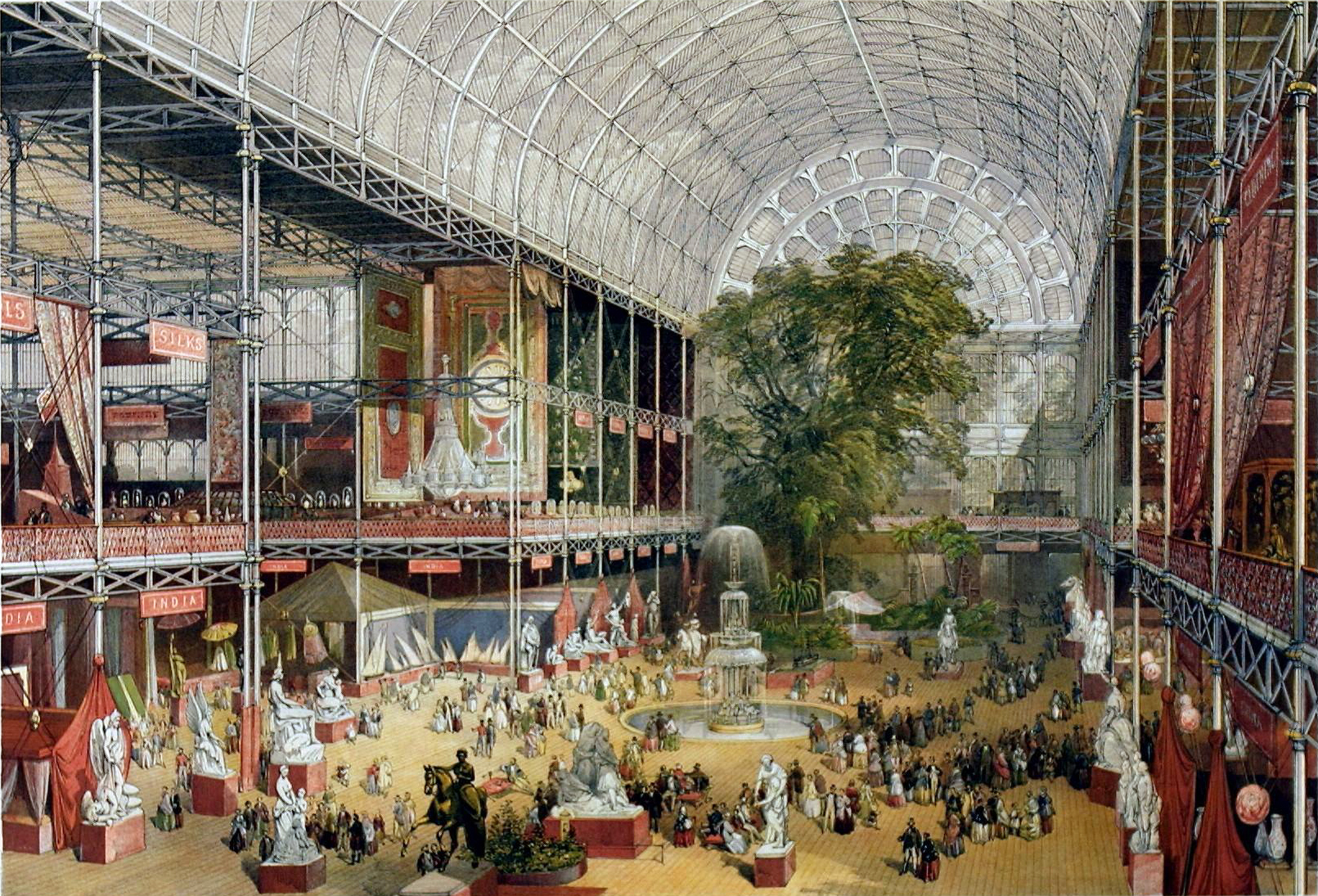
Interiéry výstavy

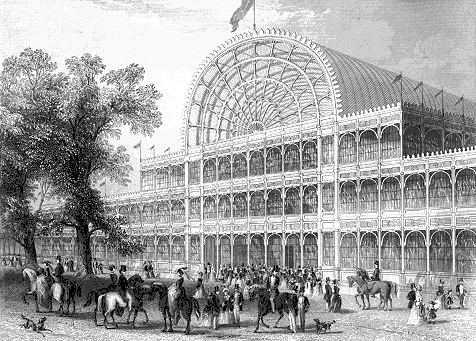
Hlavní vchod

Světová výstava 1851, Great Exhibition of the Works of Industry of all Nations, Crystal Palace Exhibition nebo Great Exhibition byla velká mezinárodní výstava průmyslu a kultury jednotlivých zemí. Konala se od 1. května do 15. října roku 1851 v Londýně.
Byla to první z řady světových výstav Expo v oborech kultura a průmysl, které se v 19. století staly velmi populární. Organizoval ji Henry Cole a princ Albert Sasko-Kobursko-Gothajský. Výstavy se zúčastnili například Charles Darwin, členové bývalé francouzské královské rodiny Bourbonů a spisovatelky Charlotte Brontëová a George Eliot.

## Základní informace
Po roce 1848 se v Royal Society zrodila myšlenka uspořádat ve Velké Británii mezinárodní výstavu, která by zahrnovala různé oblasti tehdejšího života – hospodářství, techniku a také kulturu. Princ Albert jako prezident Royal Society vzal myšlenku za svou a rozhodl se zrealizovat ji za každou cenu. Britská veřejnost se postavila proti tomuto záměru, ale Dolní sněmovna projekt schválila. I přes pokračující a usilovné spory s tehdejším tiskem bylo dosaženo cíle a v Hyde Parku byl vybudován výstavní Křišťálový palác. 1. května 1851 byla výstava zahájena a sešlo se na ní více než 14 000 vystavovatelů, z nichž polovina pocházela ze zahraničí. Návštěvnost byla ohromující a tisk začal výstavu konečně vychvalovat. Tak se princ Albert, poprvé a naposledy ve svém životě, stal ve Velké Británii obdivovanou a lidem oblíbenou osobou. Zisk z výstavy byl použit na vybudování akademie věd, pozdějšího Victoria and Albert Museum a hudební a výtvarné akademie. Všechna příkoří a problémy, které tomuto úspěchu předcházely, se ale odrazily na Albertově stále se zhoršujícím zdravotním stavu. Zhoršily se jeho revmatické potíže, trpěl nadváhou, omezil výlety do přírody a jeho depresivní stavy byly stále hlubší.
Světovou výstavu organizoval výbor v čele s princem Albertem, s pány Henry Colem, Francisem Henrym, Sirem Charlesem Dilkem a dalšími členy Královské společnosti jakožto oslavu moderních průmyslových technologií a designu. Byla také britskou odpovědí na úspěšnou Francouzskou průmyslovou výstavu 1844.
Hlavní výstavní stavbu, přezdívanou Křišťálový palác, navrhl architekt Joseph Paxton a tvořila ji litinová kostra vyplněná sklem, což bylo v tehdejší době něco mimořádného a stalo se vzorem pro množství dalších staveb.
Výstavu navštívilo šest milionů lidí - což odpovídá jedné třetině celkového počtu obyvatel Británie v té době. Světová výstava měla zisk ve výši 186.000 liber, které byly použity k založení Victoria and Albert Museum a Natural History Museum, které byly postaveny v oblasti přezdívané "Albertopolis", poblíž Imperial Institute. Zbývající peníze byly použity na založení vzdělávacího grantu a stipendia pro průmyslový výzkum, který funguje dones.
Světová výstava byla vynikající příležitostí pro reportážní fotografy, kteří zvlášť podrobně dokumentovali zejména pavilony a významné hosty.

## Významné exponáty a vystavovatelé

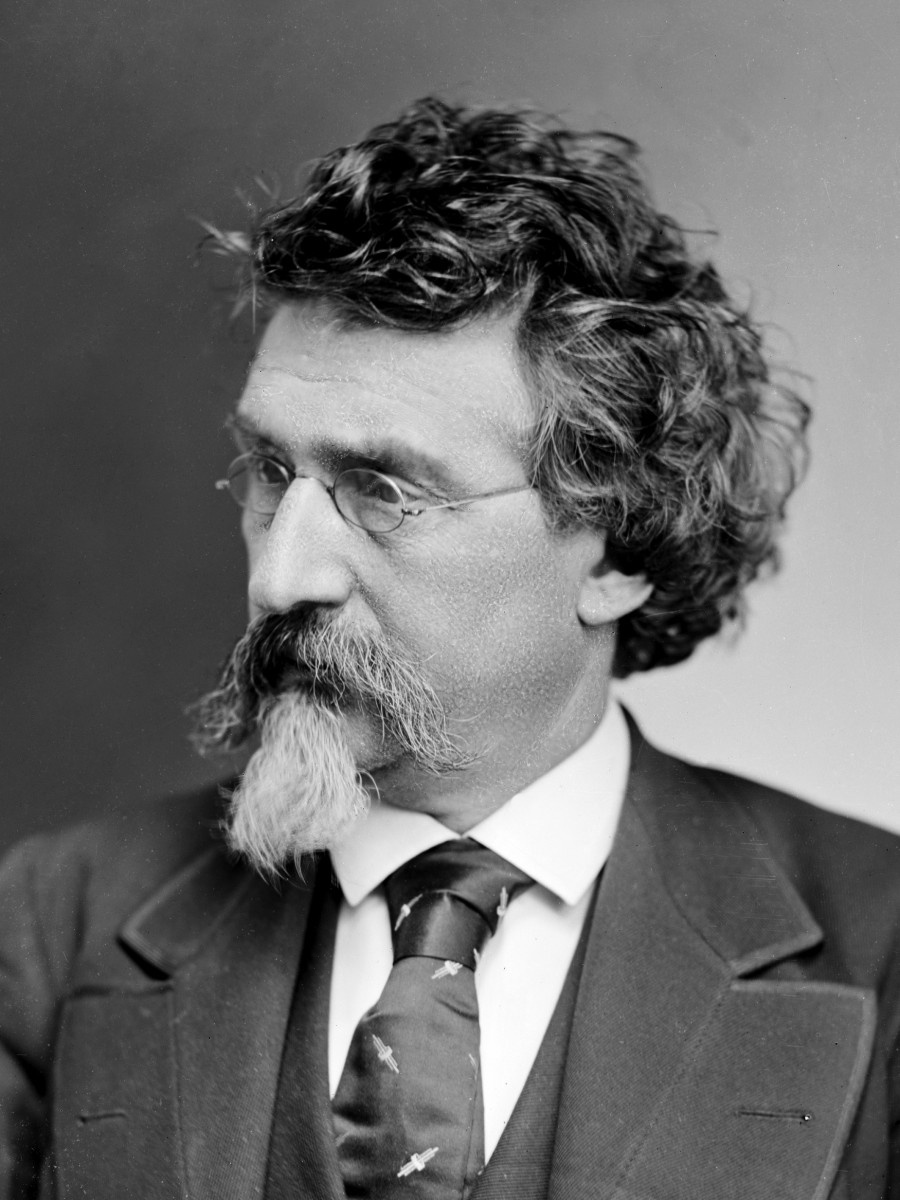
Fotograf Mathew Brady, autoportrét z roku 1875

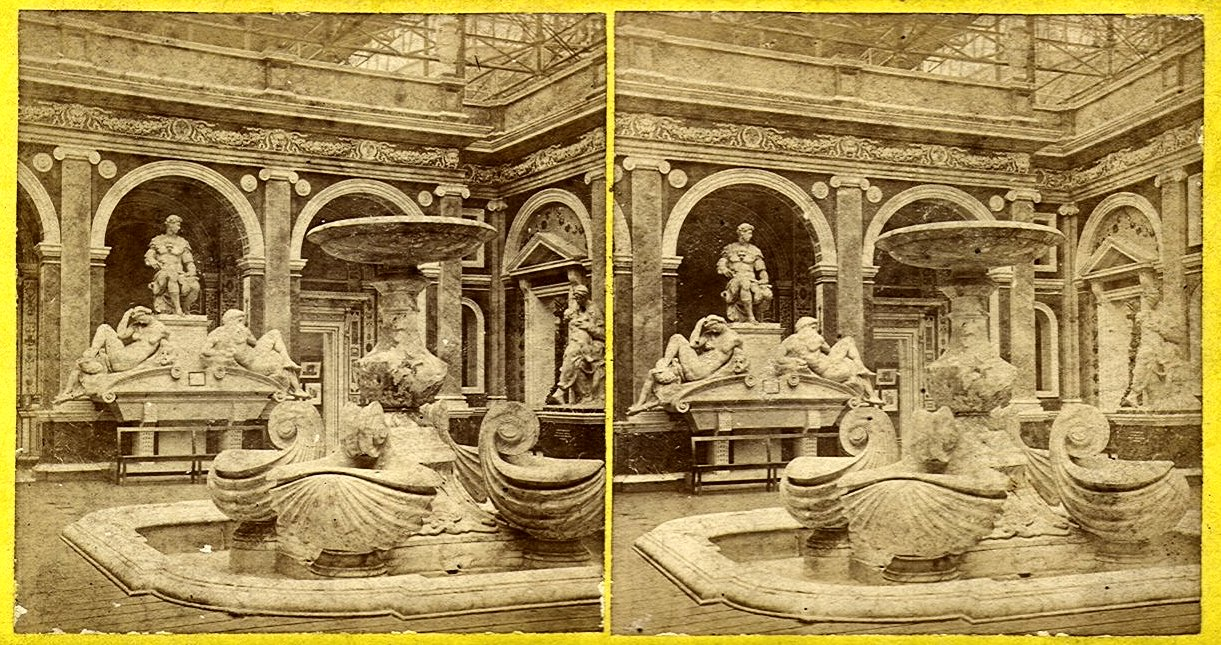
Stereofotografie Crystal Paláce pořízená (zřejmě) během této výstavy

Exponáty pocházely nejen z celé Velké Británie, ale také z jejích imperiálních kolonií, jako byly Austrálie, Indie a Nový Zéland i z dalších zemí, jako je Dánsko, Francie a Švýcarsko. Celkem bylo 13.000 exponátů jako například tkalcovský stav Josepha Jacquarda, kuchyňské spotřebiče, poprvé byly představeny stereofotografie, dále výrobky z oceli nebo sklízecí stroj, který byl poslán ze Spojených států. Fotograf a průkopník John Dillwyn Llewelyn ohromil svými „instantními“ fotografiemi, zaznamenávajícími vlny na vodní hladině, lidi v pohybu, mraky a příboj tříštící se o pobřeží, kouř vycházející z lodního komína apod. Několik daguerotypií na výstavě pořídil francouzský baron Jean-Baptiste Louis Gros
- Alfred Hobbs představil vylepšený zámek.
- Frederick Bakewell představil předchůdce dnešního faxu.
- Americký novinářský fotograf Mathew Brady získal medaili za své daguerrotypie.[5]
- Fotograf Nicolaas Henneman a jeho firma Henneman & Malone vystavoval širokou škálu fotografií, včetně děl nejen na papíře, ale také na hedvábí a další materiálech.[6]
- William Chamberlin Jr., vystavoval první hlasovací stroj na světě, které počítají hlasy automaticky.[7]
- Konal se první pohár v jachtingu.
- Diamant Koh-i-Noor, který patřil v době konání Světové výstavy mezi největší známé drahokamy.
- George Jennings
- Khudabadi Sindhi Swarankar
- Své litografie vystavil švýcarský ilustrátor, rytec a fotograf Antoine Sonrel.[8][9]
- Richard Beard, fotograf, který v roce 1841 otevřel v Londýně první anglický fotografický ateliér.
- Mezi lety 1847 a 1852 John Adams Whipple a astronom William Cranch Bond, ředitel Harvardské vysokoškolské observatoře, který používal Harvardský teleskop přezdívaný Great Refractor (Velký Refraktor) pořídili snímky Měsíce, které byly významné svými detaily a estetickou hodnotou. V té době to byl největší dalekohled na světě a za jejich snímky Měsíce získali na této Světové výstavě ocenění za technickou dokonalost.

## Vstupné
Vstupné do Crystal Palace se lišilo podle data navštívení. Cena za denní vstupenku se pohybovala od 3 guineí, přes jednu libru, pět šilinků, až klesla na jeden šilink.